# Eutropius (Historiker)
Eutropius, kurz Eutrop († nach 390 nach Christus), war ein spätantiker römischer Geschichtsschreiber und Beamter. Er verfasste um 369 n. Chr. ein Breviarium ab urbe condita, in dem er die Geschichte des Römischen Reiches von der Gründung der Stadt Rom bis zum Tod Kaiser Jovians (364 n. Chr.) darstellte.

## Leben
Nur sehr wenig ist über die Person des Eutropius bekannt. Im Breviarium ab urbe condita (10,16,1) erwähnt er seine Teilnahme am Persienfeldzug Kaiser Julians 363 n. Chr. Dabei ist unklar, ob er lediglich ziviler Begleiter (comes) des Kaisers war oder ein militärisches Amt innehatte; Letzteres hielt beispielsweise Nino Scivoletto für möglich. Aus der Widmung des Werks an Kaiser Valens (Domino Valenti Gothico Maximo Perpetuo Augusto) geht hervor, dass dieser das Breviarium in Auftrag gegeben hatte. Da Eutropius sich selbst als vir clarissimus bezeichnet, gehörte er dem senatorischen Stand an. In einer Handschrift ist außerdem der Titel magister memoriae überliefert, weshalb man davon ausgeht, dass Eutropius dieses Amt unter Kaiser Valens bekleidete.
Weitere Aussagen über Eutropius’ Lebenslauf lassen sich nur vermutungsweise treffen, zumal sein Name nicht selten war. Die Identifizierung mit einem Arzt aus Burdigala in Gallien ist ebenso unsicher wie die mit einem von Priscian erwähnten Grammatiker. Das byzantinische Lexikon Suda bezeichnet Eutropius als „italischen Sophisten“ (Ἰταλὸς σοφιστής), was eine rhetorische Ausbildung und die Herkunft aus Italien nahelegt. Letzteres ist sehr unsicher und kann ein Rückschluss aus der lateinischen Sprache seines Geschichtswerk sein. Andere Zeugnisse deuten darauf hin, dass Eutropius seine rhetorische Ausbildung im Osten des Römischen Reiches genoss: Otto Seeck identifizierte den Historiker Eutropius mit einem von Libanios erwähnten Neffen des Rhetors Akakios von Kaisareia; dieser Eutropios hatte sowohl bei Akakios als auch bei Libanios Rhetorik studiert. Wenn man von der Identität des Historikers mit diesem Rhetorikschüler ausgeht und seine Studienzeit in den Jahren 355–361 ansetzt, als Libanios und Akakios gleichzeitig in Antiochia am Orontes Rhetorik unterrichteten, dann wäre das Geburtsjahr des Eutropius auf etwa 330 n. Chr. zu datieren. Für die Identität des Historikers mit dem Neffen des Akakios spricht weiterhin, dass ein weiterer Schüler des Libanios, Paianios, denselben Namen trägt wie der Verfasser der ersten, bereits um 379 n. Chr. geschriebenen griechischen Übersetzung des Breviarium ab urbe condita.
Möglicherweise war Eutropius unter Kaiser Constantius II. (also spätestens 361 n. Chr.) magister epistularum in Konstantinopel. Nach seiner Teilnahme an Kaiser Julians Perserfeldzug und seiner Tätigkeit als magister memoriae am Hofe des Valens könnte Eutropius ab 370 n. Chr. Prokonsul in Asia gewesen sein. Im Jahre 371/372 n. Chr. war er anscheinend in die Usurpation des Theodorus verwickelt und verlor daraufhin sein Amt, blieb aber sonst unbehelligt.
Otto Seeck vermutete darüber hinaus, dass Eutropius mit einem Briefpartner des Symmachus identisch sei. Von den acht Briefen, die von Symmachus an Eutropius erhalten sind, spielt einer auf den Erfolg des Kaisers Gratian gegen die Germanen im Jahr 379 n. Chr. an: Symmachus meint, dass eine angemessene (panegyrische) Darstellung der Siege eher dem Eutropius als ihm selbst gelingen werde. Darin sieht Seeck eine Anspielung auf den Schluss des Breviarium ab urbe condita.
Möglicherweise bekleidete Eutropius nach dem Tode des Valens (378 n. Chr.) wieder öffentliche Ämter: In mehreren Gesetzen des Codex Theodosianus und des Codex Iustinianus aus dem Jahr 380/381 n. Chr. wird ein Prätorianerpräfekt des Ostens (in Illyricum) namens Eutropius erwähnt. Außerdem könnte Eutropius mit dem Konsul des Jahres 387 n. Chr. identisch sein, der die Ehre hatte, mit dem Kaiser Valentinian II. gemeinsam den Konsulat zu bekleiden.

## Werke
Das byzantinische Lexikon Suda sagt über Eutropius, er habe in italischer Sprache eine kurzgefasste Geschichte des Römischen Reichs „und anderes“ geschrieben. Allerdings ist nur das Breviarium überliefert, und die Spuren anderer Werke sind sehr vage: Die bei Marcellus Empiricus und Priscian bezeugten medizinischen und grammatischen Schriften, so sie denn von dem Historiker stammen, sind nicht erhalten. Eutropius schließt das Breviarium mit einer Erklärung, dass er über die lebenden Kaiser nicht zu schreiben gedenke, und fügt hinzu: „Denn die folgenden Dinge müssen in einem erhabeneren Stil ausgedrückt werden; diese übergehen wir jetzt nicht so sehr, als dass wir sie für eine größere Sorgfalt des Schreibens aufheben.“ Dies ist eine topische Bemerkung, die den Konventionen der Geschichtsschreibung entspricht, und darf nicht als ernstgemeinte Ankündigung einer Fortsetzung aufgefasst werden.

### DasBreviarium ab urbe condita
Eutropius gab seinem Geschichtswerk den Titel Breviarium ab urbe condita, der in der (mittlerweile verlorenen) Handschrift aus Fulda überliefert ist. Das Breviarium gehört zu einer Gattung kurzgefasster Geschichtswerke, zu denen auch die Epitome des Florus (2. Jahrhundert n. Chr.), die Historiae abbreviatae des Aurelius Victor (360/61 n. Chr.) und das Breviarium rerum gestarum populi Romani des Rufus Festus gehören. In der Vorrede widmete Eutropius das Werk dem Kaiser Valens, den er mit dem Titel Domino Valenti Gothico Maximo Perpetuo Augusto anredet. Da Valens den Titel Gothicus Maximus nach seinem Feldzug gegen die Goten in den Jahren 367–369 n. Chr. annahm, wird die Abfassungszeit des Breviarium auf das Jahr 369/370 n. Chr. datiert.

## Ausgaben und Übersetzungen
Übersetzungen und zweisprachige Ausgaben
- Harold W. Bird: The Breviarum Ab Urbe Condita of Eutropius (= Translated Texts for Historians). Liverpool 1993 (englische Übersetzung mit ausführlicher Einleitung und Kommentar).
- Bruno Bleckmann, Jonathan Groß: Eutropius, Breviarium ab urbe condita (= Kleine und fragmentarische Historiker der Spätantike. Band 3). Paderborn 2018, ISBN 978-3-506-78916-7 (deutsche Übersetzung mit philologischem und historischem Kommentar, letzterer nur für die Bücher 9–10).
- Fabrizio Bordone: Eutropio: Storia di Roma. Grandi classici greci latini. Santarcangelo di Romagna 2014, ISBN 978-88-18-03023-5 (italienische Übersetzung mit Kommentar).
- Friedhelm L. Müller: Eutropii breviarium ab urbe condita – Eutropius, Kurze Geschichte Roms seit Gründung (753 v. Chr.–364 n. Chr.). Einleitung, Text und Übersetzung, Anmerkungen, Index nominum a) geographicorum b) historicorum. Stuttgart 1995.
- Stéphane Ratti: Les empereurs romains d’Auguste à Dioclétien dans le Bréviaire d’Eutrope. Les livres 7 à 9 du Bréviaire d’Eutrope: introduction, traduction et commentaire. Paris 1996 (französische Übersetzung der Bücher 7 bis 9 mit Kommentar).

Kritische Editionen
- Carlo Santini: Eutropii Breviarium ab urbe condita. Leipzig 1979 (= Bibliotheca Teubneriana): Maßgebliche Ausgabe auf Grundlage der wichtigsten Handschriften
- Hans Droysen (Hrsg.): Auctores antiquissimi 2: Eutropi Breviarium ab urbe condita cum versionibus Graecis et Pauli Landolfique additamentis. Berlin 1879 (Monumenta Germaniae Historica, Digitalisat): Umfangreiche Ausgabe mit textkritischem Apparat, Quellen- und Testimonienapparaten sowie den griechischen Übersetzungen und den Fortsetzungen des Paulus Diaconus und Landolfus Sagax